# Chiridotea coeca
Chiridotea coeca is een pissebed uit de familie Chaetiliidae. De wetenschappelijke naam van de soort is voor het eerst geldig gepubliceerd in 1818 door Say.